# Культурный центр Поля Гогена
Культурный центр Поля Гогена (фр. Le Centre Culturel Paul Gauguin) — центр, посвящённый жизни и творчеству Поля Гогена. Расположен в Атуоне на острове Хива-Оа Маркизских островов (Французская Полинезия), где жил художник. Центр был открыт 8 мая 2003 года в день 100-летней годовщины его смерти. Поль Гоген жил в Атуоне последние три года жизни и похоронен здесь на кладбище Голгофы.

## Описание

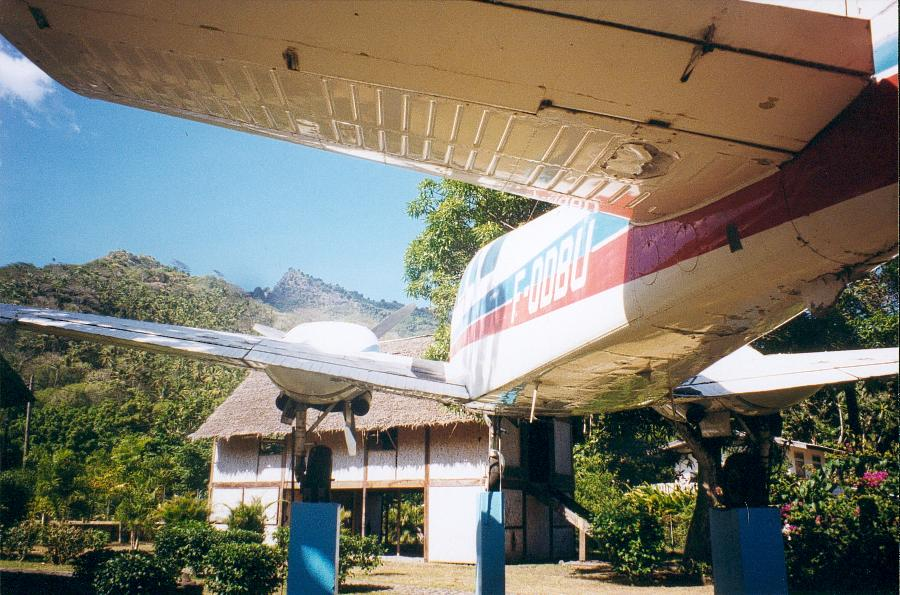
Самолёт, которым пользовался Жак Брель, у дома Гогена

Центр был создан на земле, которую Поль Гоген купил у монсеньора Мартина для строительства своего знаменитого «Maison du jouir».
Был разработан тематический маршрут, специально созданный для того, чтобы открыть для посетителей творчество Поля Гогена и его самого как человека, порывающего с обществом своего времени, и как художника. Для этого используются репродукции произведений художника, его писем и статей, мотивы путешествий в новые места и достигнутые благодаря этому творческие результаты. Путешествия Поля Гогена между 1848 и 1903 годами рассматриваются в свете событий и эволюции искусства того времени, чтобы восстановить контекст, в котором возникало его творчество. Культурное пространство центра показывает стремление Гогена к экспериментам и демонстрирует эволюцию его художественных исследований, предлагая панораму пластического и литературного авангарда Франции в конце XIX века. Третий этап тематического тура под лозунгом Гогена «Присоединяйтесь к примитивной культуре» проясняет желание художника погрузиться в «экзотические» культуры и общества в поисках влияния, которое они могут оказать на его искусство. Кроме этого, здесь показано, с помощью фотографий и архивных документов, какой была деревня Атуона в начале XX века. Отражена позиция художника против колониальных властей; экспонируются некоторые предметы, обнаруженные в колодце его дома.
В центре представлена точная реконструкция последнего дома художника, т. н. «Maison du jouir», в соответствии с планом Ле Броннека. Верхний этаж используется как временный выставочный зал для представления работ местных художников или гостей в рамках культурной деятельности центра.